# Geschichte der Krankenpflege

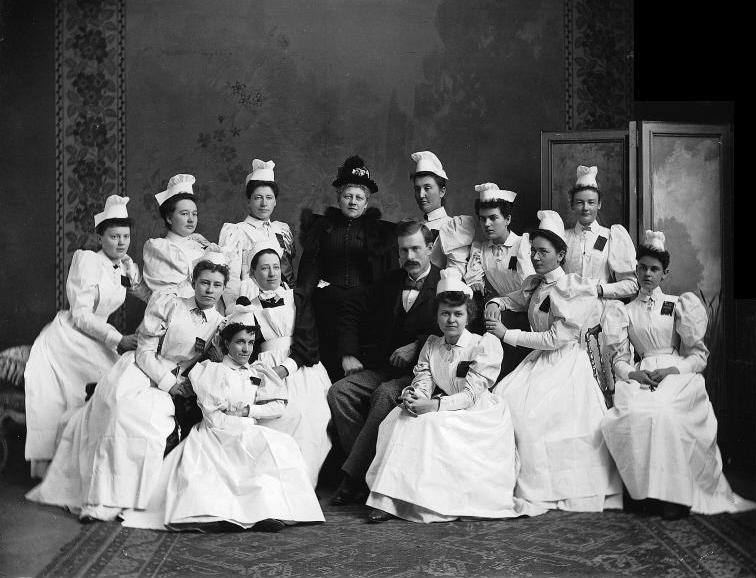
Krankenschwestern am Hopital General in Montreal, Kanada. 1894

Die Geschichte der Krankenpflege beschreibt die Entwicklung der Versorgung von Kranken von der Pflege in frühen Gesellschaften bis zur heutigen Gesundheits- und Krankenpflege. Die Pflegegeschichte ist insbesondere mit der Geschichte der Medizin verbunden, aber auch mit den Sozialwissenschaften und der Theologie.
Pflege entstand ursprünglich aus der Notwendigkeit, kranke und schwächere Mitglieder der eigenen Familie oder Gemeinschaft zu versorgen. Daraus entwickelte sich eine nicht-berufliche Pflege, die im Sinne der Nächstenliebe auch bedürftige Menschen außerhalb des eigenen Verwandtenkreises versorgte. Die Weiterentwicklung zu einem medizinischen Assistenzberuf und schließlich zu einem professionellen Dienstleistungsberuf ist eine in historischen Maßstäben sehr junge Erscheinung. Seit Mitte des 20. Jahrhunderts entstanden spezialisierte Pflegeberufe, z. B. für Kinderkrankenpflege, Heilerziehungspflege, psychiatrische Pflege und Altenpflege (siehe auch Gesundheitsfachberuf).

## Pflegegeschichte und Pflegeforschung
Im Gegensatz zur Ärztegeschichte hat die Pflegegeschichte keine tief verankerte Tradition und Institutionalisierung innerhalb des Berufsbildes und des Selbstverständnisses der Pflege innerhalb der letzten Jahrhunderte. Im Zuge der zunehmenden Professionalisierung und der Akademisierung des Berufsbereichs der Pflege im Laufe des 19. und 20. Jahrhunderts entwickelte sich aber insbesondere gegen Ende des 20. Jahrhunderts das Bedürfnis, die eigene berufliche Entwicklung und die Veränderung der Rolle in sozialen, politischen und gesamtgesellschaftlichen Zusammenhängen, wie auch die verschiedenen Weiterentwicklungen des pflegetheoretischen Hintergrundes und der Pflegemodelle in einem historischen Kontext zu verstehen.
Da die Pflegegeschichte nur in Ansätzen innerhalb der Medizingeschichte und der europäischen Pflegewissenschaft verortet ist, wurde die Erforschung der Geschichte der Pflege überwiegend von Laien, interessierten Pflegekräften und Pflegeforschern betrieben, die zumeist über keine geschichtswissenschaftliche Ausbildung verfügen. In der weltweit führenden angloamerikanischen Pflegeforschung ist die wissenschaftliche Untersuchung der Pflegegeschichte weiterentwickelt und arbeitet dort eng mit anderen Fachbereichen zusammen. In jüngerer Zeit begann man jedoch an europäischen medizinhistorischen Instituten auch mit Forschungsprojekte aus dem Bereich der Pflegegeschichte, an denen unter anderem Historiker mit einer pflegefachlichen Ausbildung teilnehmen, um die geschichtswissenschaftliche Untersuchung der Pflege voranzutreiben. Erkenntnisse aus diesen Untersuchungen sind neben der Medizingeschichte Teil der Ausbildung von Pflegefachkräften aller Bereiche und werden im Rahmen der Berufskunde unterrichtet.

## Geschichte der nichtberuflichen Pflege
Die Praxis, Menschen zu unterstützen, die wegen ihres Alters, einer Krankheit, Verletzungen oder aufgrund sozialer Missstände Hilfe benötigen, ist in allen Gesellschaften und Religionen verbreitet. Vor allem Kinder und Alte wurden gepflegt, Arme unterstützt und versucht, Schmerz zu lindern. Die Pflege ist in der Regel kompensatorisch, beispielsweise werden gebrochene Knochen geschient, schmerzlindernde Lagerungen angewendet, Grundbedürfnisse wie Ernährung durch Eingabe von Nahrung gestillt, Säuglinge gewickelt und alte Menschen bei der Bewegung unterstützt. Diese Form des Versorgens und Betreuens Anderer stützt sich nicht auf einen dahinter stehende spezifische Berufsausbildung oder eine pflegetheoretische Konzeption und wird als nichtberuflich bezeichnet.
Viele dieser ursprünglichen Aufgaben werden trotz der Entwicklung der verschiedenen Pflegeberufe auch in der Neuzeit weiterhin vom sozialen Umfeld des Pflegebedürftigen geleistet. Diese in der Regel nicht bezahlte Arbeit, die meist durch Frauen erbracht wird, ist auch im 21. Jahrhundert in den meisten Gesellschaften eine zentrale Aufgabe der Familie, die die verschiedenen Gesundheitssysteme nicht leisten können. Die neuzeitliche nichtberufliche Pflege wird nach der Entwicklung der professionellen Pflege innerhalb der Pflegegeschichte nicht berücksichtigt.

### Frühzeit

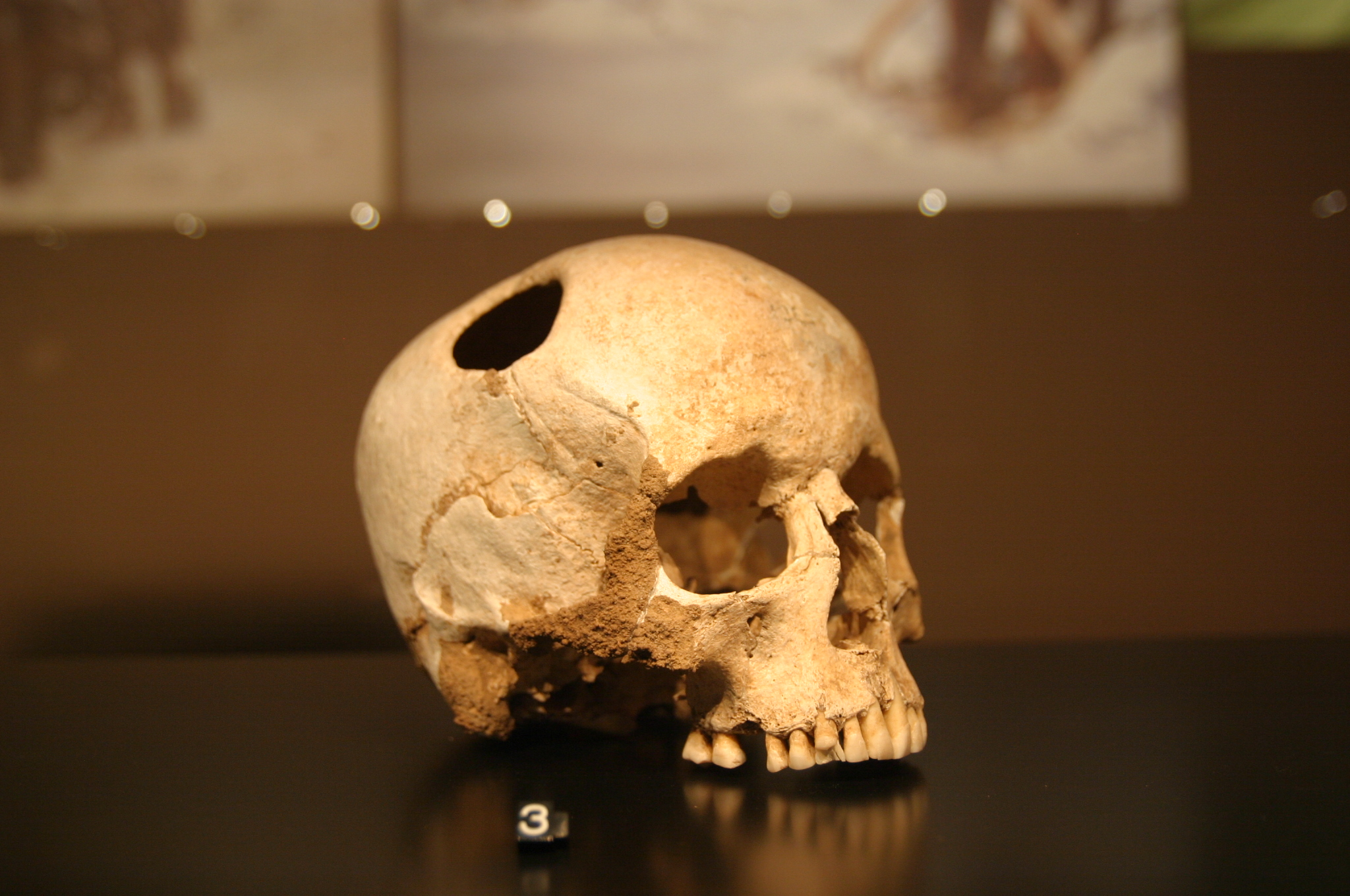
Trepanierter Schädel aus der Jungsteinzeit

Forschungsergebnisse der Anthropologie und der Paläopathologie lassen darauf schließen, dass die Krankenpflege bereits in frühmenschlichen Gruppen Teil des sozialen Gefüges war. Verschiedene fossile Funde aus dem Mittelpaläolithikum belegen die erfolgreiche Behandlung von Unfallfolgen und körperlichen Schäden, bei denen ein Überleben des Patienten ohne fremde Hilfe nicht möglich gewesen wäre. Dazu gehören neben verheilten Knochenbrüchen auch Schädeltrepanationen. Unklar ist, ob die medizinischen Behandlungen von speziellen Heilern oder Schamanen vorgenommen wurden und wer für die Pflege zuständig war.
Forscher gehen davon aus, dass die Betreuung der Kranken in der Verantwortung der Frauen lag, die im Rahmen der frühzeitlichen Rollenverteilung Aufgaben wie die Pflege Alter und Verletzter, Kinderbetreuung und die Versorgung des Stammesverbandes übernahmen. Die notwendige Hilfe beim Gebären macht ein erstes Auftreten des Berufes der Hebamme im Neolithikum wahrscheinlich, als große Gesellschaften und Städte entstanden – die Voraussetzung für die Herausbildung spezialisierter Berufe.

### Archaische Hochkulturen

#### Alter Orient

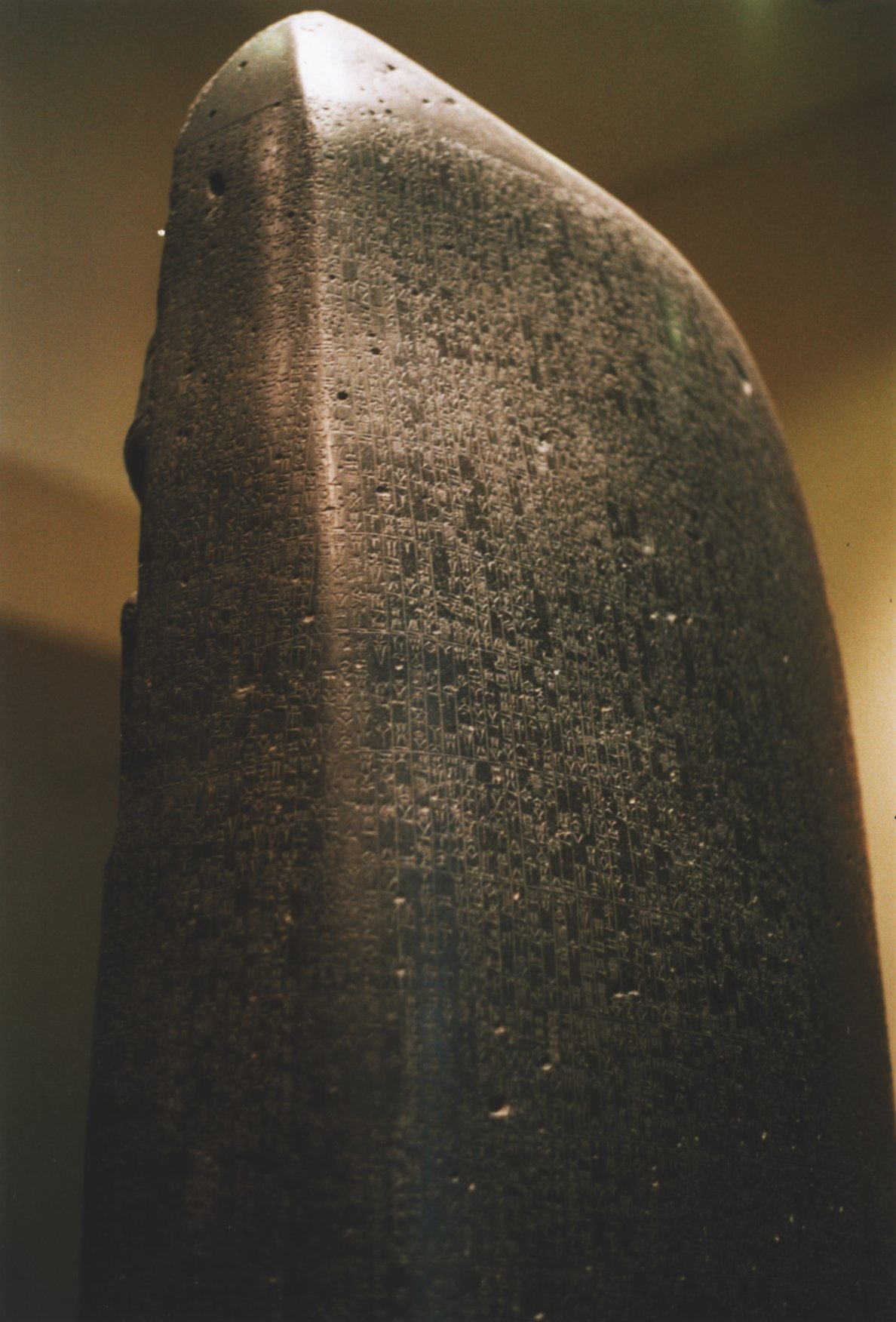
Tafel mit einem Teil des Codex Ḫammurapi, ausgestellt im Louvre in Paris

Aus dem alten Orient sind die ältesten Schriften zu Medizin und Heilbehandlungen, aber auch rechtliche Regelungen für den Arztberuf bekannt, die um 1750 vor Chr. im Codex Hammurapi festgelegt wurden. Wie bei den meisten älteren Krankheitskonzepten gingen auch die Menschen im Alten Orients von einer Krankheitsverursachung durch Dämonen und strafende Götter aus, die jedoch keinen Einfluss auf die soziale Verpflichtung der Familie hatten, den Kranken zu pflegen. Über eine gezielte, nicht von der Familie geleistete Pflege ist nichts bekannt, jedoch sind einige der ärztlichen Aufgaben aus moderner Sicht pflegerischer Natur. Der Beruf der Hebamme in der Geburtshilfe und der Amme, die die stillenden Mütter unterstützt, ist bereits bekannt, rechtliche und finanzielle Regelungen zur Berufsausübung sind ebenfalls im Codex Ḫammurapi niedergelegt.

#### Ägypten
Im alten Ägypten gab es eine Vielzahl medizinischer Kenntnisse, Heilmittel und Gebete, die dem Arzt zur Verfügung standen. Eine der umfassendsten textlichen Nachweise ärztlicher Kunst im alten Ägypten findet sich im Papyrus Ebers, das auf die Zeit um 1550 v. Chr. datiert wird. Die Ärzte sind in verschiedenen Fachbereichen spezialisiert, Kranke konnten in Tempeln, die Imhotep geweiht waren, um Hilfe und Behandlung nachsuchen. In diesen Einrichtungen waren neben Ärzten auch Tempelfrauen von hohem Rang und Priesterinnen beschäftigt, bei denen davon ausgegangen wird, dass sie Hand in Hand mit den Ärzten arbeiteten und Teile der pflegerischen Versorgung der Patienten übernahmen. Die überwiegende Pflegeleistung wurde in der häuslichen Umgebung der Kranken von Frauen oder Sklaven erbracht, die notwendigen Kenntnisse dazu wurden wahrscheinlich innerhalb der Familie weitergegeben und beruhten auf der intuitiven Erfassung der Bedürfnisse des Gepflegten.

#### Indien

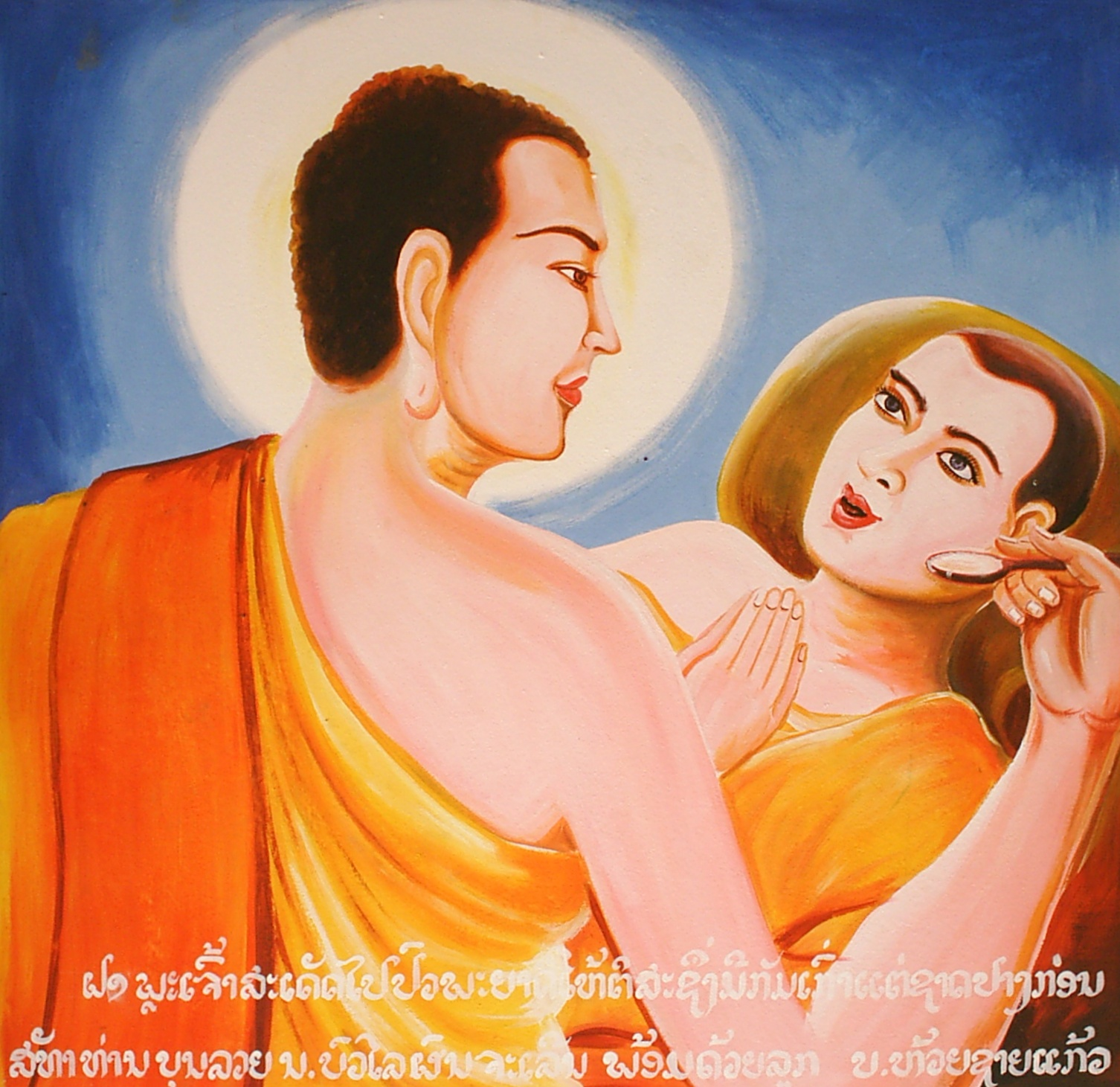
Buddha pflegt einen kranken Mönch, Wandgemälde in einem laotischen Kloster

In Indien wurden um 300 v. Chr. erste Maßgaben zur Hygiene, der Belüftung und der Bequemlichkeit in Krankenhäusern schriftlich fixiert. Die Pflege der Kranken oblag speziell dafür ausgebildeten Männern, die als Upasthatr bezeichnet wurden. Um 250 v. Chr. entstand in Indien die erste Krankenpflegeschule, in der die Pfleger grundlegende Pflegemaßnahmen wie das Lagern, Kochen, die Körperpflege und Massage erlernten. Unterordnung unter den Heiler wurde erwartet, ein späterer Text, das Astangahrdayam, der um 550 n. Chr. verfasst wurde, beschreibt die Eigenschaften, die eine Pflegekraft besitzen sollte: Er solle dem Kranken zugewandt, loyal gegenüber dem Arzt, rein an Körper, Geist und Rede, intelligent sein und effizient arbeiten. Diese Anforderungen an die Pflegekraft unterscheiden sich damit kaum von denen, die in Europa bis weit in das 19. Jahrhundert an Pflegende gestellt wurden.

#### Judentum
In der Tora und im Talmud sind verschiedene Vorschriften zur Hygiene und der Ernährung festgelegt, beispielsweise die Untersuchung geschlachteter Tiere zur Prävention durch Verderbnis verursachter Krankheiten oder die Isolierung von Personen mit ansteckenden Krankheiten zum Schutz der Bevölkerung. Entscheidende Gebote finden sich in der Zedaka, die sowohl Männer als auch Frauen zur Wohltätigkeit verpflichtet. Diese Gebote fanden auch Eingang in die Werke der Barmherzigkeit des Christentums, zu denen auch die Krankenpflege gehört, und bilden die Basis für die jüdische Sozialarbeit in den späteren Jahrhunderten und die Organisation der Armenfürsorge in den Ghettos. Der Krankenbesuch »Bikur Cholim« (ביקור חולים) gehört zu den religiösen Pflichten im Judentum. Der Ursprung dieser Pflicht wird im Talmud darauf zurückgeführt, dass Gott selbst Abraham am dritten Tag nach seiner Beschneidung besuchte.

### Antike

#### Antikes Griechenland

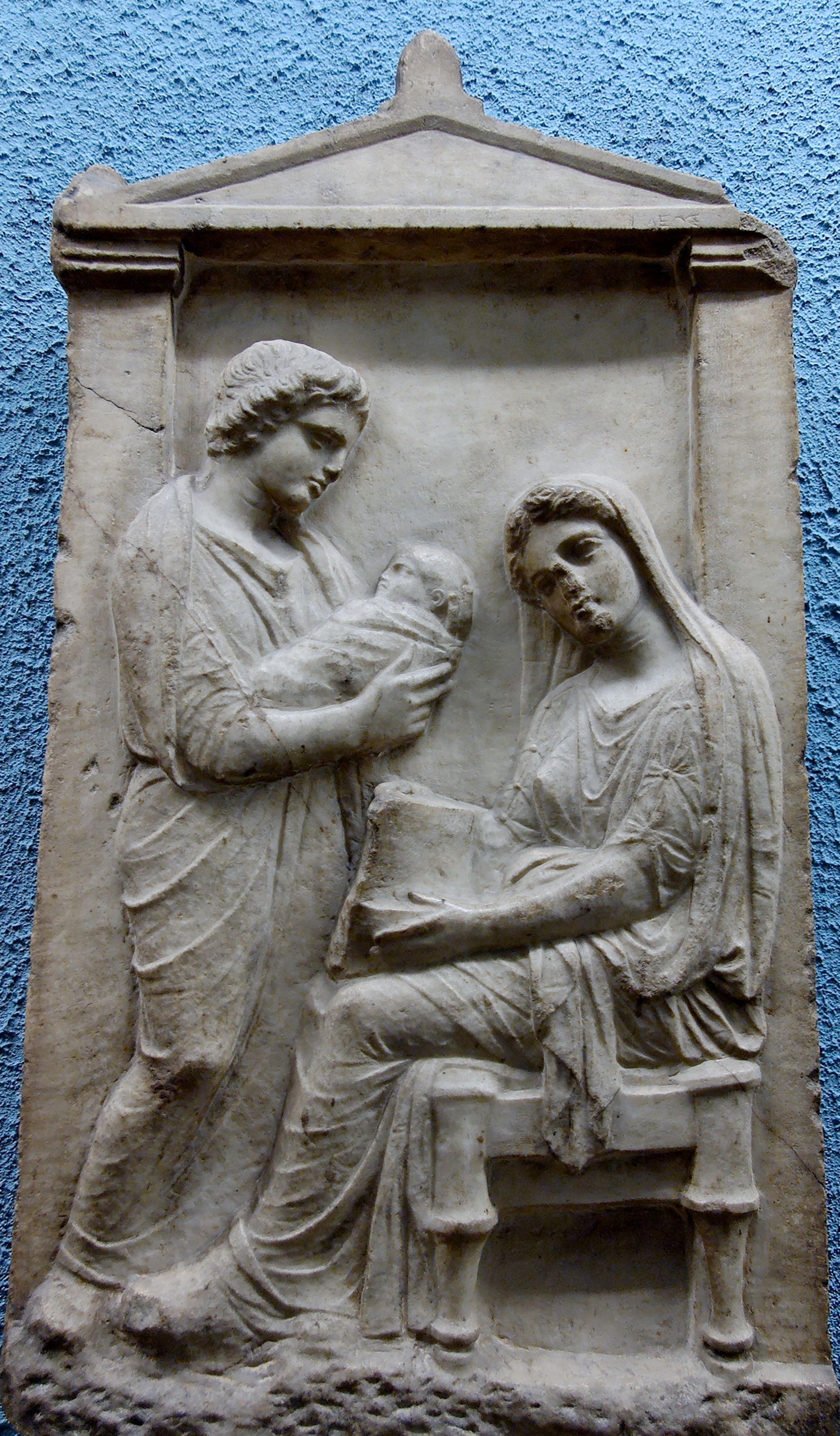
Eine Frau übergibt ihren Säugling an eine Amme. Grabstele aus Marmor um 420 v. Chr. Athen

Im antiken Griechenland entwickelte sich neben der geistlich orientierten Heilkunst gegen Ende des 5. Jahrhunderts v. Chr. die rationale Medizin, für die insbesondere der Arzt Hippokrates von Kos von besonderer Bedeutung war. Die Pflege der Kranken oblag dabei den Schülern, die sich in der Ausbildung zum Arzt befinden. Im Corpus Hippocraticum wurde dabei eine Hierarchie deutlich, die den Pflegenden Aufgaben anhand ihres Ausbildungsstandes zuwiesen, wobei die Übertragung der Pflegemaßnahmen an Laien abgelehnt wurde und den lernenden Ärzten Aufgaben wie die Eingabe von Essen, die Gabe von Medikamenten, Durchführen der Therapien und eine der zentralen Aspekte der Pflege, die Krankenbeobachtung übertragen wurden. Unter den fortgeschrittenen Schülern wurden „Krankenaufseher“ ernannt, deren Rolle sowohl die Überwachung der Patienten wie auch die Zusammenarbeit mit dem Arzt beinhaltete. Dabei wurde der Aufseher nicht wie in späteren Epochen als Diener verstanden, sein Aufgabenbereich lag in der Assistenz des hierarchisch eine Stufe höher stehenden bereits ausgebildeten Arztes, zu dessen Beruf selbstverständlich auch pflegerische Tätigkeiten gehörten. Zwischen der Medizin und der Pflege war, abgesehen von der Zuweisung von Aufgaben entsprechend dem individuellen Kenntnisstand, keine Trennung erkennbar.
Die Pflege war eine rein männliche Aufgabe, man geht jedoch davon aus, dass Frauen die Grundpflege des erkrankten Individuums innerhalb der häuslichen Umgebung entsprechend der üblichen Rollenverteilung übernahmen.

#### Römisches Reich
Während die römische Medizin in vorchristlicher Zeit überwiegend durch griechische Ärzte beeinflusst wurde, entwickelte sich die Krankenpflege vor allem innerhalb der römischen Legion weiter. Die Soldaten wurden in grundlegenden Kenntnissen der Ersten Hilfe unterrichtet, während die darüber hinausgehende Versorgung und Pflege der Verwundeten und Verletzten innerhalb von Sanitätseinheiten und Lazaretten geleistet wurde, die mit medizinisch ausgebildeten und notwendigen Pflegemaßnahmen vertrauten Frauen besetzt waren. Die Nachsorge der Verwundeten wurde in Valetudinarien geleistet, die ähnlich wie Sanatorien häufig in der Nähe von Thermen und in ruhigen Gegenden angesiedelt waren. Hierbei lag der Fokus auf der Erhaltung der Kampfkraft der römischen Legionen zum Schutze Roms. Eine weitere Bevölkerungsgruppe, die in den Valetudinarien gepflegt wurden, waren Sklaven, deren Arbeitskraft erhalten werden sollte. Der Zugang zu dieser Form der Pflege war nur im Falle einer heilbaren Erkrankung möglich.
Auf der anderen Seite wurde die Pflege der Bevölkerung in den Städten selbst nicht durch die Regierung unterstützt, sondern dort wurde der Schwerpunkt auf die Erhaltung und Prävention im Rahmen der öffentlichen Gesundheitsfürsorge gelegt. Errungenschaften der Ingenieurbaus wie die Errichtung von Aquädukten zur Versorgung der Bevölkerung mit Trinkwasser, öffentlichen Latrinen und Badehäusern ermöglichten fortschrittliche hygienische Standards für alle Bevölkerungsgruppen. Die individuelle Pflege wurde in den privaten Haushalten von Frauen und angelernten Sklaven geleistet, in der Oberschicht war die Beschäftigung von Ammen verbreitet.

#### Frühes Christentum
Mit der Verbreitung des Christentums trat ein neuer Aspekt pflegerischen Handels auf, der die Pflege Hilfsbedürftiger bis in die Neuzeit prägt: Die tätige Nächstenliebe, in der die Liebe zu Gott mit der Liebe zum Nächsten verbunden wird. Mt 25,31-46  wurde dabei zum zentralen Leitmotiv der europäischen Pflege, insbesondere das Wort Jesu: „Amen, ich sage euch: Was ihr für einen meiner geringsten Brüder getan habt, das habt ihr mir getan“. Diese Form der christlich motivierten Zuwendung zum Nächsten, die Karitas verbreitet sich zunächst in den Gemeinden der Urchristen, wobei die Fürsorge allen ihren Hilfsbedürftigen gilt, Armen und Kranken genauso wie Witwen, Waisen und Fremden. Erste Berichte, beispielsweise von Aristides von Athen über die Fürsorge der frühen Christen stammen aus der Zeit um 140 und belegen die Versorgung Hilfsbedürftiger innerhalb der urchristlichen Gemeinden.
Im Oströmischen Reich, in Kappadokien, entstanden erste Krankenhäuser. In Bezug auf das vom hl. Basilius errichtete Hospital berichten Quellen über den Einsatz männlicher Krankenpfleger. Dieses System der Hospize für Fremde und Kranke führte die dem Kirchenvater Hieronymus nahestehende heilige Fabiola, eine Römerin, im 4. Jahrhundert n. Chr. im römischen Reich ein. Sie sammelte Kranke und Arme von den Straßen und pflegte sie im sogenannten Nosokomeion. Diese unentgeltliche Arbeit wurde durch freiwillige Helfer geleistet, die über keinerlei pflegerische Ausbildung verfügten.
Mit der zunehmenden hierarchischen Strukturierung der Kirche im Lauf der ersten Jahrhunderte wurde der Diakonat geschaffen, dessen Leitung von einem dem jeweiligen Bischof untergeordneten Ältestenrat oblag, den Presbytern. Die Versorgung der Armen und die Pflege der Kranken durch die freiwilligen Helfer wurde in diesen Diakonat koordiniert und stellt damit die erste organisierte Fürsorgeform im westeuropäischen Raum dar.

### Islam
Als erste Krankenschwester des Islam gilt Koaiba Bint Saad Al Asla Miya, bekannt unter dem Namen Rufaida Al-Aslamiya, die während der Schlacht von Badr 624 erste Standards für die Pflege verwundeter Soldaten einführte, beispielsweise die Notwendigkeit medizinische und hygienische Kenntnisse an Pflegekräfte weiterzugeben, die Notfallversorgung einzuleiten oder die Versorgung Verwundeter in mobilen Lazaretten zu organisieren. Lange vor den ersten europäischen Bemühungen die Pflege zu strukturieren, gründete Al-Aslamiya eine Krankenpflegeschule und entwickelte theoretische Grundlagen für die Berufsausübung.
Während der „Blütezeit des Islams“ machte man große medizinische Fortschritte, beispielsweise beeinflusste Avicennas Kanon der Medizin über lange Zeit auch die europäische Medizin und ihre Entwicklung. Hygienische Standards wurden festgeschrieben und die Pflege psychisch Kranker in speziellen Einrichtungen entwickelte sich. Der Krankenhausbau begann im Islam mit dem von Harun-al-Rashid in Bagdad im Jahre 805 errichteten Krankenhaus, die insbesondere unheilbar Kranken zur Verfügung standen und als Lehr- und Ausbildungseinrichtungen dienten.

### Mittelalter
An den Universitäten Europas wurde bereits früh die Medizin als Studienfach in den Fächerkanon aufgenommen, während sich die Pflege, geprägt vom christlichen Ideal der Nächstenliebe, vor allem in den Klöstern weiterentwickelte. Eine berufliche Spezialisierung für das Gebiet der Krankenpflege setzte, im Gegensatz zu physiotherapeutischen Assistenzberufen der Antike, erst am Ende des Hochmittelalters ein. Belegt ist etwa, dass die Mutter und die Schwester des westflämischen Wundarztes Jan Yperman (geboren um 1260) als Krankenpflegerinnen beim „Frauenspital am Markt“ in Ypern angestellt waren. Zentrale Probleme der Pflege und der nichtärztlichen Heilkunst des Mittelalters waren die zwischen dem 10. und 13. Jahrhundert in Europa weit verbreitete Lepra und die vor allem in den großen Epidemien ab Mitte des 14. Jahrhunderts grassierende Pest. Für die Versorgung der Leprösen und Pestkranken wurden spezielle Spitäler errichtet, in denen sich geistliche und säkulare Bruderschaften und Hospitaliter um die Versorgung und Betreuung der Erkrankten kümmerten. Einige Hospitalorden wie beispielsweise die Johanniter entwickelten sich im Kontext der Kreuzzüge und wurden zu Ritterorden, die auch ein Netz von Hospitälern und Pilgerherbergen aufbauten. Aus Hospitalbruderschaften, Drittorden der Bettelorden, Beginen und Begarden (mit den Beginenhöfen), die sich der Armen- und Krankenpflege widmeten, entwickelten sich schrittweise die modernen Krankenpflegeorden. Erst seit dem Spätmittelalter und der Frühneuzeit wandten sich zunehmend auch von Mutterhäusern organisierten Frauenorden wie Franziskanerinnen oder Dominikanerinnen der Krankenpflege zu, denen dieses Tätigkeitsfeld im Mittelalter aus sozialen Gründen in der Regel versperrt war.

### 16. Jahrhundert

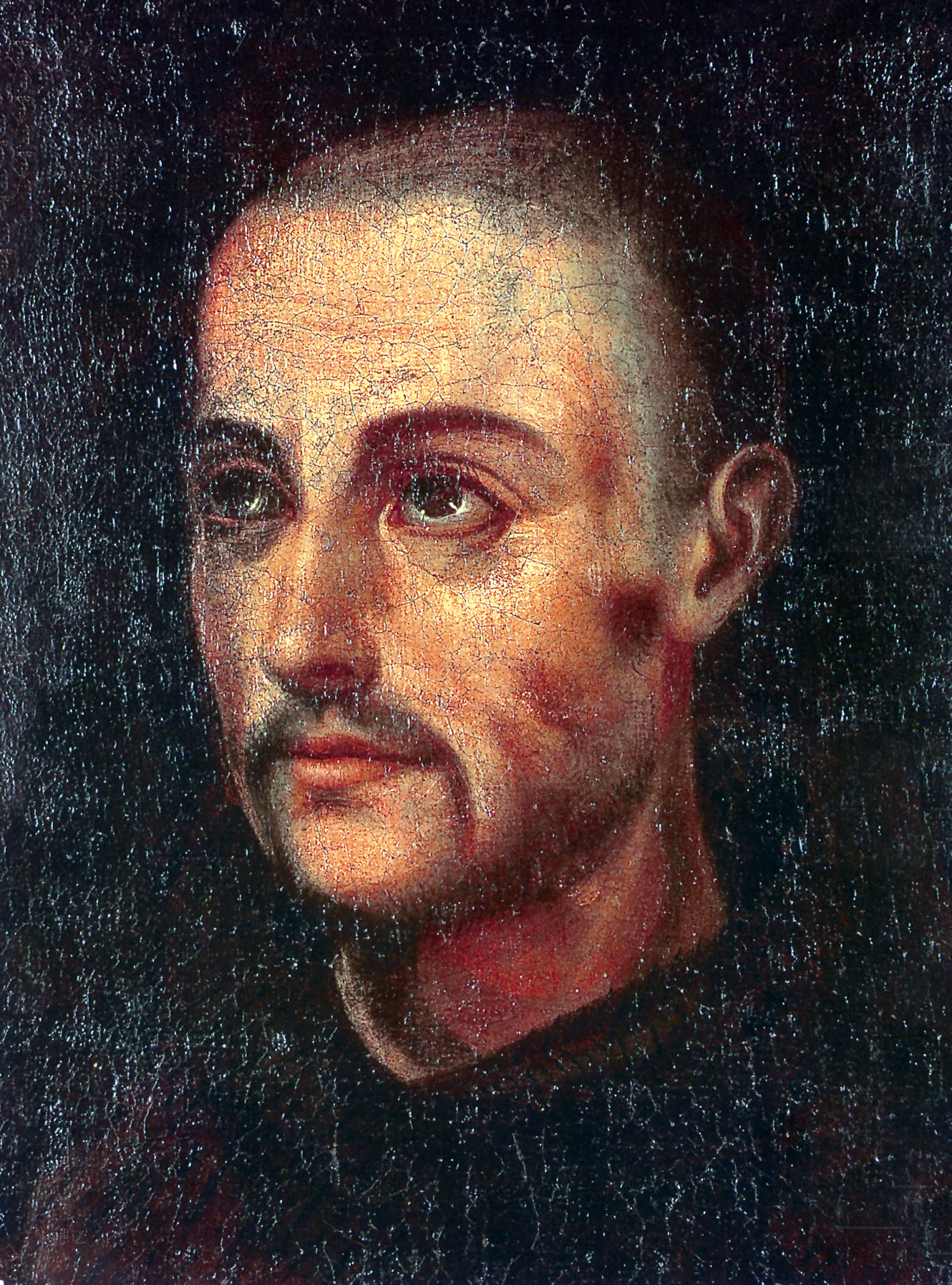
Johannes von Gott, Ölgemälde von Pedro de Raxis

Im 16. Jahrhundert entstanden weitere tätige Kongregationen, die auch in der Pflege wirkten, insbesondere die Barmherzigen Brüder und die Kamillianer. Der hl. Johannes von Gott gründete in Granada um 1540 ein Hospital für „Tobsüchtige“. Er wurde zum Schutzpatron der Krankenhäuser, der Kranken und Krankenpfleger. Im Jahre 1574 veröffentlichte der Arzt Jakob Oetheus in Dillingen ein dreibändiges Lehrbuch: „Gründtlicher Bericht, Lehr unnd Instruction von rechtem und nutzlichem brauch der Arzney, den Gesunden, Krancken und Kranckenpflegern […]“, das als die erste deutsche Abhandlung zur Krankenpflege gilt.

### 17. Jahrhundert

Siechenhaus Basel, Fotografie vor 1895

Im Jahr 1617 gründete Vinzenz von Paul in  Châtillon-sur-Chalaronne die Filles de la Charité, aus denen später die Genossenschaft der Töchter der christlichen Liebe vom heiligen Vinzenz von Paul hervorging, die auch als Barmherzige Schwestern bekannt sind. Mit dem Entstehen dieser Kongregationen ging eine entscheidende Neuerung in der historischen Entwicklung der Krankenpflege einher, die als Vorbote der späteren organisierten und professionalisierten gilt. Die Schwestern erhielten eine Grundausbildung in der Pflege, wurden zur Ausführung ärztlicher Anordnungen verpflichtet und später auch der ärztlichen Leitung der Krankenhäuser unterstellt.
1679 erschien in Kiel Der unterwiesene Kranckenwärter, ein Lehrbuch zur Krankenpflege, geschrieben von dem Mediziner Georg Detharding. Er erwähnte hier das Amt des Krankenwärters, nannte Kriterien zur Auswahl derselbigen und gestaltete Grundsätze der Pflege. Seiner Ansicht nach sollten Frauen diesen Beruf ausüben. Detharding forderte auch eine strikte Unterordnung der Pflegenden unter ärztliche Anordnung. Ein weiteres von Detharding verfasstes Werk beschäftigt sich mit der Prüfung von angehenden Hebammen, damals als „Lohnwärterinnen“ bezeichnet.

## Die Entwicklung der beruflichen Pflege
Die Notwendigkeit einer professionellen Pflege entwickelt sich während des 18. und 19. Jahrhunderts und begründete sich aus den Fortschritten der naturwissenschaftlichen Medizin, die mehr und mehr systematisch geschultes Assistenzpersonal benötigte. Aus den Hospitälern, die allen Notleidenden zur Verfügung standen, entwickelten sich reine Krankenhäuser, die sich auf die medizinische Versorgung konzentrierten. Kriege erzeugten zudem einen erhöhten Bedarf an Pflegepersonal, der nicht mehr alleine durch geistliches Personal abgedeckt werden konnte. Der Stellenwert der zunächst handwerklichen Ausbildung wird zunehmend betont.
Neue Standards innerhalb und Anforderungen an die Pflege wurden im 19. Jahrhundert durch Florence Nightingale formuliert. Chronologisch nach der Zeit des Nationalsozialismus entstanden im angloamerikanischen Raum die ersten wegweisenden Pflegetheorien, die dort zu einem eigenständigen professionellen Verständnis und der Entwicklung der akademischen Pflegewissenschaften und -forschung beitrugen. Im deutschsprachigen Raum wurden erst gegen Ende des 20. Jahrhunderts pflegewissenschaftliche Studiengänge eingeführt.

### 18. Jahrhundert
Zu Beginn des 18. Jahrhunderts wurde öffentliche Krankenpflege häufig durch Menschen der unteren und ungebildeten Schichten geleistet, gleichzeitig wurde aufgrund ideologischer Vorstellungen bürgerlichen Frauen mit einem gewissen Bildungsniveau der Zugang zum Pflegeberuf versperrt. Der Mangel an fachlich geschultem Personal wurde immer deutlicher.
Im Jahre 1781 wurde in Mannheim die erste öffentliche deutsche Krankenpflegeschule durch Franz Anton Mai gegründet, der versuchte, durch dreimonatige Kurse zumindest eine minimale Ausbildung der Pflegekräfte zu erreichen. In Österreich leitete Joseph II. Reformen ein, 1784 entstand das Wiener Allgemeine Krankenhaus. Grundgedanke war die Trennung medizinisch Kranker von anderen Versorgungsbedürftigen und diese an einem Ort zu zentralisieren. Für die Pflege wurde ausschließlich weltliches Personal rekrutiert, eine entscheidende Neuerung innerhalb der organisierten Pflege. Nachfolgend entstehende Krankenhäuser übernahmen dieses Modell, es setzte ein langsamer Verdrängungsprozess der rein christlich motivierten Pflege in Europa ein.

### 19. Jahrhundert

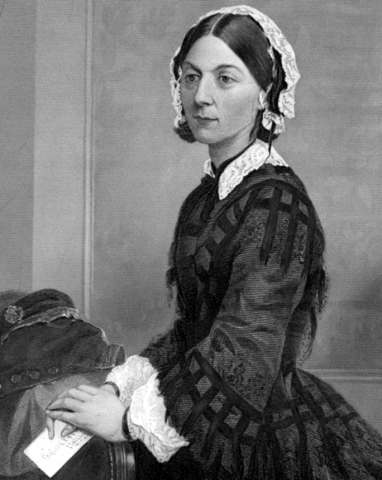
Florence Nightingale, um 1860

Unter anderem zur pflegerischen Versorgung von Kriegsverletzten waren ab 1810 etwa die Schwestern des Louisenordens tätig. Der Pastor Theodor Fliedner gründete am 13. Oktober 1836 eine „Bildungsanstalt für evangelische Pflegerinnen“, die spätere Diakonissenanstalt Kaiserswerth, um die schlechte Versorgung Kranker durch den Mangel an qualifiziertem Pflegepersonal zu verbessern. Die Diakonissen unterwarfen sich einer geistlichen Lebensform, während die fachliche Ausbildung durch Ärzte stattfand. Die englische Krankenschwester Florence Nightingale nahm dort an der Ausbildung teil, äußerte sich aber später kritisch über die Einrichtung. Im Krimkrieg erkannte Nightingale sowohl die Notwendigkeit einer Professionalisierung der Krankenpflege wie auch ein eigenes Selbstverständnis und eine Sinnhaftigkeit im Rahmen der Berufsausübung. Sie veröffentlichte im Jahre 1859 die Notes on Nursing. Diese Schrift gilt als erste der Pflegetheorien und das darin enthaltene wegweisende Ausbildungsmodell Nightingalesches System reformierte die Pflegebildung.
Florence Nightingale beeinflusste auch Henry Dunant, den Begründer der Internationalen Rotkreuz- und Rothalbmond-Bewegung, der ebenfalls weltanschaulich und konfessionell unabhängige Krankenpflegeschulen einrichtete. In Deutschland forderte Rudolf Virchow 1869 eine berufsmäßige Ausbildung, außerhalb der bestehenden kirchlichen Institutionen. Außerdem plädiert er für die Einrichtung von Krankenpflegeschulen an jedem größeren Krankenhaus, in denen hauptsächlich krankenpflegerische Inhalte vermittelt werden sollten und nicht mehr religiöse. Er überlegte sich zwar ein Alterssicherungssystem auf genossenschaftlicher Basis, allerdings verkannte auch er, dass vornehmlich gebildete Frauen ausreichend bezahlt werden müssten, um sie zu motivieren in den Beruf einzutreten. So ging er davon aus, dass diesen ein sehr geringer Lohn und der Dienst am Nächsten ausreichen würde. In Amerika wurde 1899 das International Council of Nurses gegründet, das sich als Sprachrohr der Pflegenden und der Pflegeverbände weltweit verstand und die berufliche Entwicklung und Positionierung der Pflege vorantreiben sollte.

### 20. Jahrhundert

#### 1900–1930

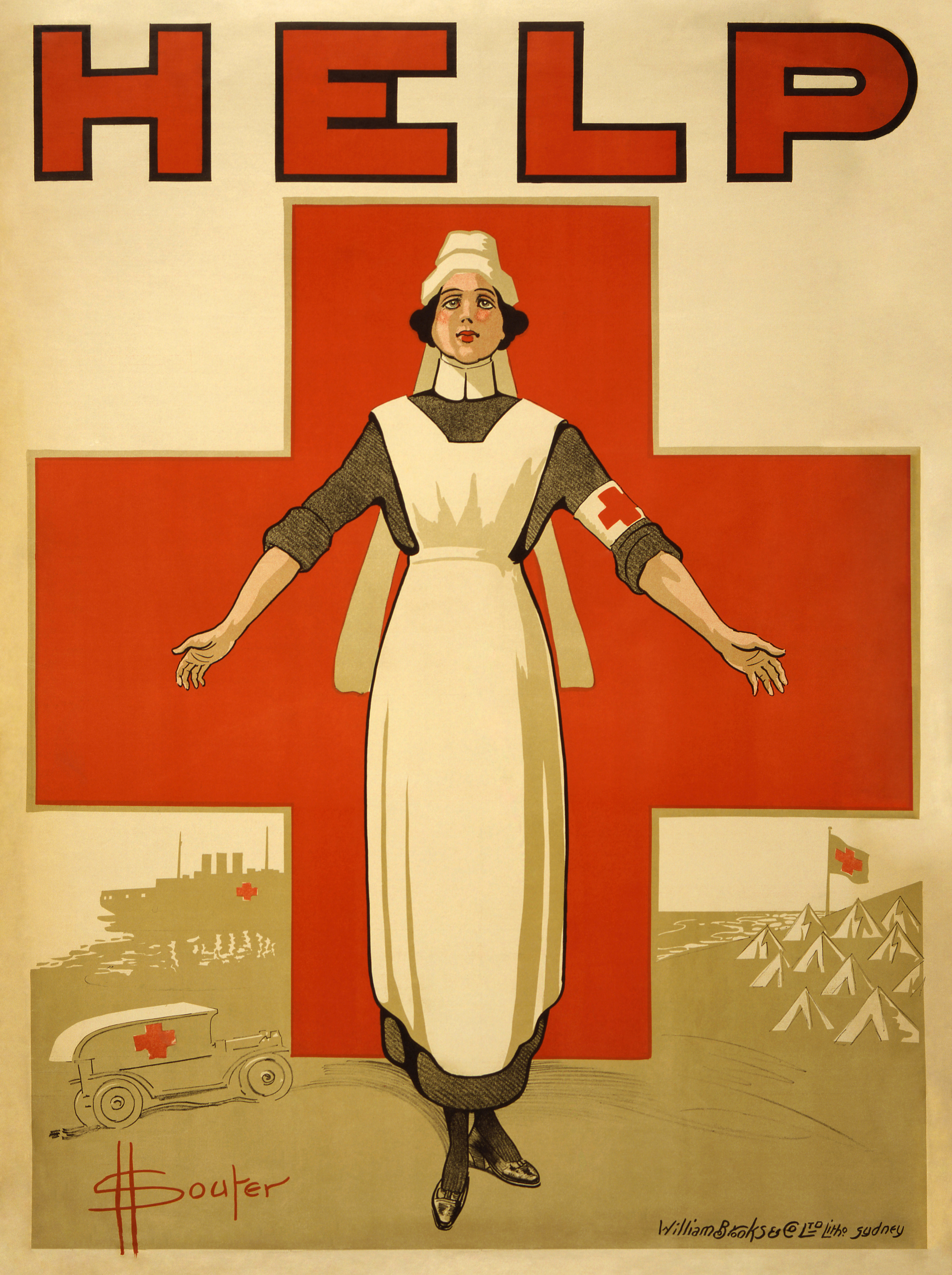
Von 1914 bis 1918 verbreitetes Plakat zur Rekrutierung von Pflegepersonal und Unterstützung des Roten Kreuzes

Die sich in Deutschland deutlich verschlechternden Arbeitsbedingungen veranlassten Agnes Karll 1903 zur Gründung der ersten deutschen „Berufsorganisation der Krankenpflegerinnen Deutschlands sowie der Säuglings- und Wohlfahrtspflegerinnen“, später zum „Agnes-Karll-Verband“ umbenannt. Karll setzte sich für die dreijährige Ausbildung ein und setzte die einheitliche Berufsbezeichnung Krankenschwester in Deutschland durch.
1908 entstand das United States Navy Nurse Corps, das neue Standards für die fachliche Qualifikation von Sanitätspersonal in den Streitkräften setzte. In den angloamerikanischen Ländern entstanden ab 1910 erste Hochschulstudiengänge für die Pflege, die in der Regel sowohl eine akademische und pflegewissenschaftliche wie auch eine praktische Ausbildung der Pflegekräfte gewährleisten sollen. Erste Ausbildungen für Säuglings- und Kinderpflegerinnen wurden angeboten, die erste deutsche Prüfung für den Beruf der Säuglingsschwester fand 1917 statt.
Der Erste Weltkrieg verursachte einen Bruch in der beruflichen Entwicklung der Pflege, da alle Bemühungen zur Vereinheitlichung und Zusammenarbeit gestoppt werden, die Pflege in den einzelnen Ländern konzentrierte sich im Wesentlichen auf die Aufrechterhaltung der pflegerischen Versorgung der Kriegsverletzten. In den 1920ern fanden erste Kurse zur Pflegeforschung statt, für die sich insbesondere die 1924 gegründete American Nurses Association einsetzte. In Österreich entstanden nach dem Krieg eine Reihe von Vereinen für die Hauskrankenpflege, 1933 wurde in Österreich der „Verband der diplomierten Krankenpflegerinnen Österreichs“ gegründet.
In der Schweiz prägte die Ärztin Anna Heer die Reform der Krankenpflege im ausgehenden 19. Jahrhundert entscheidend mit. Zusammen mit der Ärztin Marie Heim-Vögtlin gründete sie 1901 in Zürich die „Schweizerische Pflegerinnenschule mit Frauenspital“.

#### 1930–1945

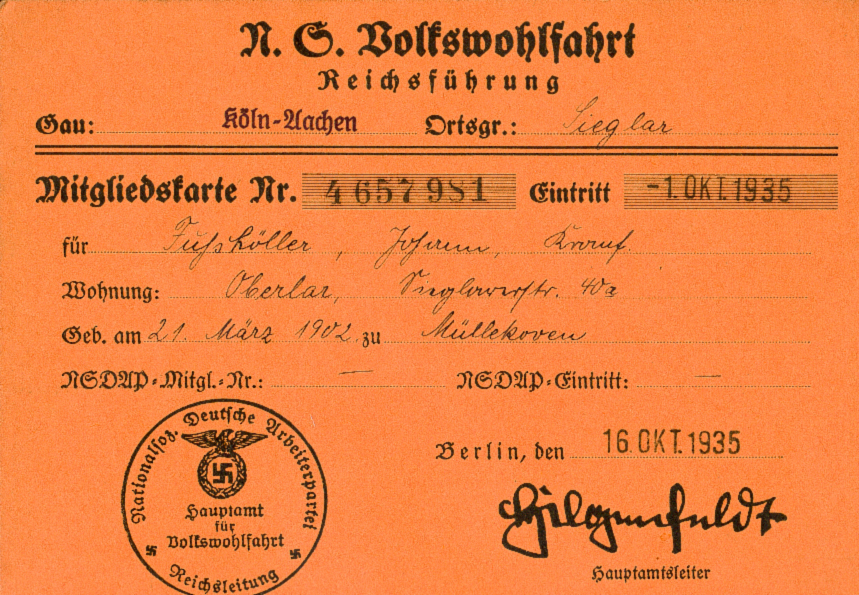
Mitgliedsausweis der NSV

Während der Zeit des Nationalsozialismus fand in Deutschland ein Paradigmenwechsel in der Pflege statt, der das Wohl des Volkes über das Wohlergehen des Einzelnen stellte. Alle weltlichen und kirchlichen Berufsorganisationen in Deutschland und nach dem „Anschluss“ auch in Österreich wurden Teil „Reichsarbeitsgemeinschaft der Berufe im sozialen und ärztlichen Dienst e. V.“ unter der Schirmherrschaft der NSV. Es entstanden die NS-Schwesternschaft, die sogenannten Braunen Schwestern und der „Reichsbund Deutscher Schwestern“, die als Blaue Schwestern bezeichnet wurden. Pflegekräfte waren an NS-Krankenmorden und „Kinder-Euthanasie“, „Vernichtung lebensunwerten Lebens“, Zwangssterilisationen und Zwangsabtreibungen beteiligt. Mit Kriegsbeginn nahm die Pflege von Kriegsverletzten einen weiten Raum innerhalb der weltweiten beruflichen Krankenpflege ein.

#### 1950–1980
In Deutschland und Österreich wurden in den 1950ern, zum Teil mit Hilfe der Besatzungsmächte, erste Versuche gemacht, die Pflege nach dem Nationalsozialismus wieder neu zu positionieren und den Anschluss an internationale Entwicklungen zu finden. Mit der Schwesternschule der Universität Heidelberg wurde in Deutschland erstmals eine Pflegeschule konzipiert, die sich an internationalen Standards orientierte. Die dort entwickelte dreijährige Ausbildung diente als Vorbild der im Krankenpflegegesetz festgelegten Inhalten. In den angloamerikanischen Ländern entwickelte sich die Pflege rasch weiter, es setzte eine zunehmende Professionalisierung und wissenschaftliche Auseinandersetzung mit der Pflege ein. 1952 veröffentlichte Hildegard Peplau die Pflegetheorie der Zwischenmenschlichen Beziehungen in der Pflege, die als erste Theorie als Basis eines konzeptionellen Pflegemodells diente und erstmals Pflege als Beziehungsprozess beschrieb.
In den 1960ern und 1970ern folgten eine Reihe weiterer Theorien, die bis ins 21. Jahrhundert die Pflege entscheidend prägen. Darunter sind die 1966  entstandene Pflegetheorie nach Henderson und das 1976 entstandene  RLT-Modell für die Entwicklung eigener Pflegetheorien im deutschsprachigen Raum richtungsweisend, beispielsweise für die Aktivitäten des täglichen Lebens (1983) von Liliane Juchli. In der DDR wurden 1963 erste Studiengänge für Medizinpädagogik und Diplomkrankenpflege eingerichtet. Der zunehmende Bedarf an geschulten Pflegekräften für die Versorgung dauerhaft Pflegebedürftiger in Alten- und Pflegeheimen führt bis 1969 zur Schaffung des Berufsbildes Altenpfleger.

#### 1980–2000
Der Pflegenotstand in Deutschland und Österreich führt im Lauf der 1980er zu einem vermehrten Einsatz von Pflegehilfspersonal; die Qualität der Pflege ließ durch die Überlastung der Pflegefachkräfte nach. In dieser Zeit wurden verschiedene Pflegeskandale publik. Trotz dieser Missstände versuchte sich die Pflege neu zu positionieren und sich vom Assistenzberuf hin zu einem fachlich eigenständigen Gesundheitsfachberuf zu entwickeln. International entstehen verschiedene Definitionen der Pflege, darunter die „Wiener Erklärung über das Pflegewesen“ von 1988.
Im Laufe der zweiten Hälfte des 20. Jahrhunderts entwickeln sich eine Reihe fachspezifischer Weiterbildungsberufe, so zum Beispiel der Stomatherapeuten, die Hygienefachkraft oder die Fachpflegekraft im Operationsdienst. 1999 wurde an der Universität Wien das individuelle Studium Pflegewissenschaft eingeführt.

### Akademisierung in Deutschland
In Deutschland wurden, nach einigen erfolglosen Versuchen zur Etablierung eines Hochschulstudiums der Pflege in den 1970ern, in den frühen 1980ern erste pflegewissenschaftliche Studiengänge angeboten. Als Zugangsvoraussetzungen waren an den meisten Hochschulen Schulabschluss mit Hochschulzugangsberechtigung sowie eine dreijährige erfolgreich abgeschlossene Ausbildung in der Pflege erforderlich. An einigen Hochschulen galt auch eine Fachweiterbildung plus Eignungstest als Zugangsberechtigung. Zum damaligen Zeitpunkt war das Angebot pflegerischer Studiengänge inhaltlich ausschließlich auf die Ausrichtungen Management, Wissenschaft oder Pädagogik beschränkt (z. B.: Diplom-Pflegewissenschaftler; Diplom-Pflegewirt, Diplom-Pflegemanager oder Diplom-Pflegepädagoge). Diese Studiengänge führten entsprechend ins Management, in die Forschung oder die Lehre und aus der direkten Patientenversorgung heraus.
Mit der Anpassung der Studienabschlüsse auf europäischer Ebene an den EQR (Europäischer Qualifikationsrahmen) mit dem Qualifikationsniveau Bachelor- und Master wurden nach der Jahrtausendwende dann auch Modellstudiengänge für ein grundständiges Pflegestudium zugelassen. So entstanden Pflegestudiengänge, die parallel zur pflegerischen Ausbildung liefen und zum Bachelorabschluss führten („Pflege dual“). Auf diese Weise arbeiten mehr Pflegefachpersonen mit einer akademischen Qualifikation im Sinne einer evidenzbasierten Pflegepraxis „patientennah“.
Sowohl durch die Forderungen des Wissenschaftsrats (2012) als auch durch die neuen gesetzlichen Rahmenbedingungen (Pflegeberufegesetz, PflBG) wurde der Akademisierungsprozess in der Pflege weiter vorangetrieben. Das Fach „Pflege“ kann mittlerweile auch direkt nach einem Schulabschluss mit Hochschulzugangsberechtigung studiert werden. Weitere Studiengänge werden zu den Gebieten Pflegewissenschaften, Pflegepädagogik und Pflegemanagement angeboten. Es finden sich aber auch Studiengänge für „Advanced Nursing Practice“, die wie in anderen Ländern für eine erweiterte Pflegepraxis qualifizieren. Ebenso finden sich pflegerische Spezialisierungsangebote im hochschulischen Bereich.

## Museen zur Geschichte der Krankenpflege
Im Düsseldorfer Stadtteil Kaiserswerth mit seiner traditionsreichen Diakonissenanstalt gibt es in 15 Räumen des ehemaligen Schwesternkrankenhauses Tabea ein Pflegemuseum mit einer umfangreichen Sammlung zur Geschichte der Diakonie und der Krankenpflege. Auch die Krankenhausmuseen in Bielefeld, Bremen, München und Nürnberg beachten ebenso wie die zahlreichen Museen zur Psychiatrie dieses Thema.
Frankreich: In Beaune wurde das Hôtel-Dieu 1443 gegründet. (Ausstellung noch in den originalen Räumen). In Paris erinnert das  Hôtel-Dieu de Paris als ältestes Hospital der Stadt (651 zunächst als Herberge in nächster Umgebung der damaligen cathédrale Saint-Étienne gegründet) an die enge Verknüpfung von Sozial-, Krankenpflege und Medizin im Geschichtsverlauf.
England: siehe unter Florence Nightingale